# 圣乔治 (加来海峡省)
圣乔治（法語：Saint-Georges，法語發音：[sɛ̃ ʒɔʁʒ] ⓘ）是法国上法兰西大区加来海峡省的一个市镇，属于蒙特勒伊区。

## 地理
圣乔治（50°21'30"N, 2°5'3"E）面积9.69 平方千米，位于法国上法蘭西大區加来海峡省，该省份为法国北部沿海省份，西北濒北海，南至索姆省，东临北部省。
与圣乔治接壤的市镇（或旧市镇、城区）包括：勒帕尔克、阿图瓦地区勒凯努瓦、瓦克里耶特埃尔基耶尔、旧埃丹。

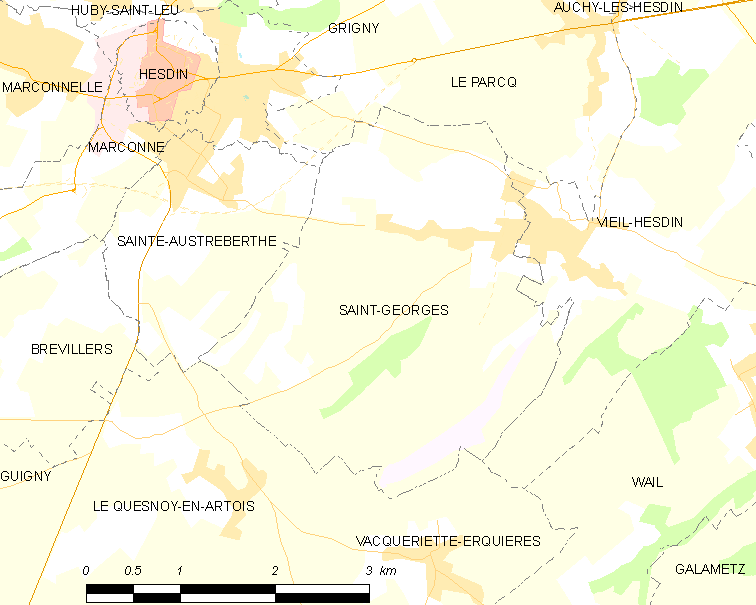
的OSM定位图

圣乔治的时区为UTC+01:00、UTC+02:00（夏令时）。

## 行政
圣乔治的邮政编码为62770，INSEE市镇编码为62749。

## 政治
圣乔治所属的省级选区为欧克西堡县。

## 人口

1962-2008年间人口变化图示

圣乔治于2022年1月1日时的人口数量为325人。